# Supernatural (canción de Raven-Symoné)
«Supernatural» (en español: «Sobrenatural») es una canción de la actriz-cantante estadounidense Raven-Symoné.

## Información
Fue grabada para la banda sonora That's So Raven, de la serie original de Disney Channel homónima. La canción fue el segundo sencillo para promocionar dicha banda sonora.
La canción fue escrita por Michelle Lewis y Matthew Gerrard, y producida por este último.

### Video
La canción cuenta con dos videos musicales oficiales. El primero fue grabado durante un concierto, mientras que el segundo fue grabado el 2 de mayo del 2004 en Hollywood, California, estrenado en el mismo mes, dirigido y producido por el padre de Raven, Christopher B. Pearman.

### Versiones de la canción
En la primera banda sonora de la serie, viene la versión original tanto la versión Crystal Ball Mix. En la segunda banda sonora viene la versión Too! Mix.